# 법학전문대학원
법학전문대학원(法學專門大學院) 또는 로스쿨(law school)은 보통 미국과 캐나다에서 운영되는 형태의 3년제 법학전문대학원을 말한다. 대한민국도 2007년 기존의 사법시험과 사법연수원을 폐지하고 법학전문대학원에서 법조인을 양성하는 법안을 통과시켰다. 2008년에 첫 법학적성시험이 실시되었고 2009년에 신입생이 입학하며 대한민국의 법학전문대학원이 개원하였다.
영어에서 로(law)는 법을, 스쿨(school)은 대학교에 부속되어 있는 혹은 독립적으로 있는 전문대학원을 지칭한다. 비슷한 사례로는 의학전문대학원(medical school)이 있다.

## 대한민국
대한민국의 법학전문대학원은 대한민국에서 3년 과정으로 법조인 양성하기 위하여 세워진 전문대학원을 말한다. 1995년 5·31 교육개혁안 발표 때 처음 논의되었지만 표류하다가 2007년 7월 3일 관련 법률 통과로 2009년에 법학전문대학원이 개원했다. 현재의 사법시험은 2017년에 폐지되고 변호사시험은 법학전문대학원 과정 이수자에 한해서 응시할 수 있다.
강원대학교, 건국대학교, 경북대학교, 경희대학교, 고려대학교, 동아대학교, 부산대학교, 서강대학교, 서울대학교, 서울시립대학교, 성균관대학교, 아주대학교, 연세대학교, 영남대학교, 원광대학교, 이화여자대학교, 인하대학교, 전남대학교, 전북대학교, 제주대학교, 중앙대학교, 충남대학교, 충북대학교, 한국외국어대학교, 한양대학교 이상 총 25개의 국내 대학이 인가받아 운영중에 있다.
한편 2012년 5월 10일, 법학전문대학원(로스쿨) 설치인가를 받은 대학의 종래 학부의 법과대학의  폐지시한은 2017년으로 정하여, 그 전까지는 명칭과 조직, 수업과정이 존치된다. 교과부는 2008년 로스쿨을 인가하면서 법학전문대학원 인가대학은 2008학년도까지만 법과대학 학부 신입생을 모집하도록 하였다.

### 도입의 경위
법학전문대학원(法學專門大學院)은 과거 사법고시를 통해 이루어졌던 서울대학교(서울大學校) 법과대학 중심의 법조계 카르텔(Cartel)을 약화시킴과 동시에 법률 서비스의 질을 유지하면서 사회의 법조인 확대 수요에 대응하기 위하여 도입되었다. 종전의 사법시험의 경우 수험생이 사법시험 대비 법과대학과 사교육에 의존해 암기와 시험치는 기술 위주의 공부를 하였다고 보고 이를 개선하고자, 나아가 급격한 법조인력 확대에 따른 질적인 저하를 막기 위해 또한 법학 교육보다 법조인 양성에 특화한 교육을 실시하는 것으로 장래의 법조 수요 증대에 대해 양적 질적으로 충분한 법조인을 확보한다고 하는 목적 아래 제도가 도입되었다.

### 정원
고등법원 소재지 관할 지역을 기준으로 전국을 5개 권역(서울권·대전권·대구권·부산권·광주권)으로 나누어 할당하였다. 25개 법학전문대학원의 총 정원은 2,000명이다.
| 권역     | 광역자치단체      | 인가 대학교      | 입학 정원 |
| 서울권   | 서울특별시        | 서울대학교       | 150명     |
| 서울권   | 서울특별시        | 고려대학교       | 120명     |
| 서울권   | 서울특별시        | 성균관대학교     | 120명     |
| 서울권   | 서울특별시        | 연세대학교       | 120명     |
| 서울권   | 서울특별시        | 이화여자대학교   | 100명     |
| 서울권   | 서울특별시        | 한양대학교       | 100명     |
| 서울권   | 서울특별시        | 경희대학교       | 60명      |
| 서울권   | 서울특별시        | 서울시립대학교   | 50명      |
| 서울권   | 서울특별시        | 중앙대학교       | 50명      |
| 서울권   | 서울특별시        | 한국외국어대학교 | 50명      |
| 서울권   | 서울특별시        | 건국대학교       | 40명      |
| 서울권   | 서울특별시        | 서강대학교       | 40명      |
| 서울권   | 강원특별자치도    | 강원대학교       | 40명      |
| 서울권   | 인천광역시        | 인하대학교       | 50명      |
| 서울권   | 경기도            | 아주대학교       | 50명      |
| 대전권   | 대전광역시        | 충남대학교       | 100명     |
| 대전권   | 충청북도          | 충북대학교       | 70명      |
| 대구권   | 대구광역시        | 경북대학교       | 120명     |
| 대구권   | 경상북도          | 영남대학교       | 70명      |
| 부산권   | 부산광역시        | 부산대학교       | 120명     |
| 부산권   | 부산광역시        | 동아대학교       | 80명      |
| 광주권   | 광주광역시        | 전남대학교       | 120명     |
| 광주권   | 전북특별자치도    | 전북대학교       | 80명      |
| 광주권   | 전북특별자치도    | 원광대학교       | 60명      |
| 광주권   | 제주특별자치도    | 제주대학교       | 40명      |
| 5개 권역 | 13개 광역자치단체 | 25개 대학교      | 2,000명   |

- 서울권은 서울특별시, 인천광역시, 경기도, 강원특별자치도, 대전권은 대전광역시, 세종특별자치시, 충청남도, 충청북도, 대구권은 대구광역시, 경상북도, 부산권은 부산광역시, 울산광역시, 경상남도, 광주권은 광주광역시, 전라남도, 전북특별자치도, 제주특별자치도이다.

### 입학조건
1) 4년제 대학 학위 또는 동등 학력으로 인정된 자에 한한다. 대학과 학과에 제한이 없으므로 4년제 대학이라면 어떤 곳을 졸업하던지 입학에 제한은 없다.
2) 법학적성검사 LEET
언어이해, 추리논증, 논술 세 과목으로 구성되어 있으며, 언어이해, 추리논증은 객관식 5지 선다형으로 언어이해 30문항, 추리논증 40문항으로 구성되어 있다. 논술의 경우는 서답형으로 2문항이 출제되고 있다.
3) GPA
GPA란 학부(대학)성적으로 평점의 최소기준을 제시하고 있으며, 이 기준은 지원자격의 하한선이다.
4) 공인외국어
외국어 능력을 ‘토익’/’토플’/’텝스’로 평가한다. 대학별로 반영하는 시험이 다르며 반영비율 역시 상이하다.
5) 면접/논술/기타
이는 대학별로 진행하는 경우도 있고 일부만 진행하는 경우도 있다.

## 로스쿨 제도의 정당성

### 새로운 법률가 양성을 위한 국가적 합의
21세기의 법치국가를 뒷받침할 장래의 법조인은 국민의 기대와 요청에 부응하는 양질의 법적 서비스를 제공하기 위하여 풍부한 교양, 인간과 사회에 대한 깊은 애정과 이해 및 자유, 민주, 평등, 정의를 지향하는 가치관을 바탕으로, 건전한 직업윤리관과 복잡다기한 법적 분쟁을 보다 전문적,효율적으로 해결할 수 있는 지식과 능력을 갖추고, 개방되어 가는 법률시장에 대처하며 국제적 사법체계에 대응할 수 있는 세계적인 경쟁력과 다양성을 지녀야 한다. 이러한 법조인을 배출하기 위하여 다양한 전공 학위 소지자를 대상으로 전문적인 법률이론 미 실무 교육을 담당하는 법학전문대학원을 설치하고, 그 교육과정을 충실하게 이수한 사람이 법조인으로 진출하도록 하는 새로운 법조인 양성 및 선발 제도를 도입해야 한다. 이에 ｢법학전문대학원 설치ㆍ운영에 관한 법률｣에서 법학전문대학원은 “우수한 법조인을 양성함을 목적으로한다”(제1조)라고 규정하고 있다.

### 시험에 의한 선발로부터 교육을 통한 양성으로
'과거를 묻지 않고’ 합격률 3%인 사법시험에 합격하기만 하면 법률가 자격을 부여하던 시대로부터, 법학전문대학원에서의 충실한 교육을 받은 뒤 변호사시험 자격을 부여받아 해당 과정들을 통해 법률가를 양성하는 시대로 획기적으로 이행하는 것이다. 한국의 로스쿨 체계는 그러한 전환과 이행을 담보하는 핵심요소인 충실한 교육을 위해 엄격한 설치인가 기준을 마련했으며, 주기적인 자체평가와 법학전문대학원 평가위원회의 평가(｢법학전문대학원 설치⋅운영에 관한 법률｣ 제27조, 제32조) 제도도 마련했다. 그리고 자격시험을 위해 변호사시험은 법률가로서의 기본소양 및 자질을 평가하는 법학전문대학원의 교육과정을 충실하게 이수한 경우 비교적 어렵지 않게 합격할 수 있는 자격시험으로 명확하게 자리매김되었다. ｢변호사시험법｣에서 변호사시험은“법학전문대학원의 교육과정과 유기적으로 연계하여 시행되어야 한다”(제2조)라고 규정하고, 변호사시험의 합격은 법학전문대학원의 도입취지를 충분히 고려하여 결정되어야 한다(제10조 제1항)라고 규정한 것은 그 점을 다시 한 번 확인한 것에 다름 아니다.

### 다양한 법률가 배출의 가능성
다양한 출신과 전공과 경험을 가진 법률가 배출의 가능성이다. 법학전문대학원협의회에 따르면 시행한 전수조사에서 법학전문대학원 입학생들의 출신 대학 수가 지난 사법시험 합격자들에 비해 2.5배 이상 증가했었다. 사법시험 합격자들의 출신 대학은 약40개에 불과했는데 법학전문대학원으로 바뀌면서 입학생의 출신대학이 약102개로 늘어난 것이다. 사법시험 시절 단 1명의 변호사도 배출하지 못했던 62개 대학을 통해 로스쿨 입학생이 나온 것에서 출신 대학을 다양화하는데 정당성을 보여주었다.

### 직역 개척의 가능성
로스쿨 제도로 새로운 법률가 직역 개척의 가능성을 열어준다. 법률가가 반드시 필요함에도 불구하고 지금까지 전무했거나 현저하게 적었던 정부의 각부처, 공기업, 지방자치단체, 지방의회, 대학 등으로 법률가의 직역 확대되고 있다. 이것은 변호사 수의 증가와 관련이 있다.

### 지역간 균형 확대의 가능성
법률가의 지역간 균형 확대의 가능성이 있다.한국 사회의 모든 측면에서 그렇듯이 변호사 직역에서도 서울 집중은 여전히 심각하다. 서울지방변호사회에 등록된 변호사의 수는 2000년에 전체 변호사의 63%였던 것이 2014년에는 74%까지 지속적으로 늘고 있다. 하지만, 서울 집중은 변호사에 국한된 문제가 아니라 국가적 차원의 구조적인 문제이며, 그 현상에 대한 평가에 있어서는 지역에서의 변호사 절대수의 증가라는 측면을 동시에 고려해야 한다. 그 점에서, 제주 지역 개업 변호사 수가 2000년에 25명에서 2014년에 70명으로 세 배 가까이 늘었다는 사실, 2012년에 대구에서 새로 변호사로 활동하기 시작한 인원의 경우, 사법연수원 수료자는 1,000명 중 2-3명인 데 대해, 변호사시험 합격자는 1,451명 중 12-13명이라는 사실42)은 법률가의 지역간 균형이라는 점에서 시사적이라고 할 것이다.

### 경제적,사회적 약자의 진출 가능성
경제적⋅사회적 약자의 법률가 진출 증대의 가능성이 보장 될 것이다. 로스쿨에서는경제적⋅사회적 약자를 위한 특별전형 및 장학금 수여를 실시하고 있다. 설치인가 요건으로 입학정원의 5% 이상을 반드시 경제적⋅사회적 약자를 위한 특별전형으로 선발하도록 되어 있다. 이러한 지원은 사법시험을 준비하는 사람에게는 주어진 적이 없는 것이다. 그 점에서 로스쿨 제도는 경제적, 사회적 약자에게 법률가 진출의 길을 실질적으로 보장해주는 것이라고 할 것이다.

## 한국에서의 로스쿨 제도의 도입배경

### 대외적인 도입배경
로스쿨 제도를 도입하려던 한국의 대외적인 도입배경은 법률시장개방에 관한 WTO협상을 들 수 있다. WTO협상으로 인해 법률서비스시장이 개방되었고, 변호사 자격을 취득할 수 있는 외국의 변호사가 한국에 진출하는 것이 어렵지 않게 되었다. 외국의 변호사가 숫자에 제한받지 않고 한국에 들어와 영업을 할 수 있게 되는 반면, 국내변호사는 1년에 1000명을 배출하고, 현재 개업중인 변호사가 약 6300명인 점을 보아, 양적으로 한국의 법률서비스시장 상방부분이 외국인 변호사가 잠식할 수 있게 되는 문제가 있다.또한 사법시험을 통한 한국법조인양성제도는 법학이외의 다양한 학문분야에 대한 지식을 습득할 수 있는 기회를 제공하지 않고 있기 때문에 미국변호사와 비교했을 때 전문가로서의 경쟁력이 떨어질 수 밖에 없다.

### 대내적인 도입배경
첫째, 국민들에게 법률서비스를 좀 더 쉽게 제공하고자 하는 의도에 있다. 둘째, 국가인력낭비와 사회적 비용을 줄이고자 하는 의도이다.사법시험제도는 응시자격 및 응시횟수에 제한을 두지 않아 누구나 몇 번이라도 시험이 응시할 수 있고 이로 인해 많은 응시자가 장기간 시험준비를 하다 보니 국가적으로는 인력낭비이며, 그 사회적 비용이 부담되었다. 사법시험은 본래 응시자의 약 3만여명 중 1년에 약 1000명만을 최종합격시키고 있고, 총 응시생과 합격생 중 30세 이상 연령이 대략 40%가량 되는 것으로 조사되었다. 이는 30세 이상을 넘어가면 적지 않은 응시자들이 10년이상을 사법시험을 준비하고 있다는 것이다. 셋째, 다양한 분야의 전문지식을 겸비한 법조인 양성하고자 하는 의도이다. 대외적인 측면 뿐만 아니라 대내적으로도 법률지식만 알고 있어서는 안된다는 인식이 널리 퍼졌다. 특히 국제거래를 주로 하는 한국기업들은 외국의 법제에 대해 충분한 지식을 갖추고 있고, 외국회사와의 분쟁에서 법적으로 충분히 방어할 수 있는 유능한 변호사를 우리 사회가 배출할 것을 강력하게 요구하고 있다.

## 로스쿨의 교육과정
로스쿨은 사례연구 방식 교육의 강화를 통한 분쟁 해결 능력 배양, 지식의 일방적 전수보다는 legal mind의 함양을 위한 문답식, 토론식 수업과 법학실무교육, 그리고 각 로스쿨 별 기업법무, 국제통상, 지식재산, 세법, 금융법 등 특성화 분야에 대한 교육을 강화하겠다는 계획을 수립하였다. 또한 그와 같은 교육을 담당할 실무교수 등 우수한 교원들을 확보하고 교수법 매뉴얼 개발, 교재편찬과 강의내용, 범위, 수준 및 방법 등에 관한 토의를 위한 로스쿨협의체를 구성하는 노력을 해왔다. 한국은 세부 교육과정에서 수업연한은 3년 6학기 이상, 이수학점은 96학점 이상으로 하는 것이다. 교육과정은 교양과목을 없애고 순수한 법률과목으로만 구성하며 필수과목과 선택과목으로 나누고 그 이수학점의 비율은 1:3 정도로 한다. 1년차에서는 필수과목으로 기본법, 법률정보론, 법조윤리, 기초법 등을 이수 하도록 한다. 기본필수과목의 경우 강좌를 복수로 개설하여 동일과목에서도 다양한 관점 에서의 교육을 추진한 것이다. 2, 3년차에서는 모의재판, 실습 및 졸업논문을 필수로 하고 나머지는 선택으로 하되 다양한 세부전공영역을 개설한다. 실습은 법조영역(법원取검찰取변호사사무소), 기업, 정부, 시민단체에서의 현지실습과 모의재판 그리고 Law Clinic 등에서의 교내실습을 주로 한다.

## 입학제도의 문제점
로스쿨 제도가 왜 도입되어야 했는지 그 근본 취지를 되돌아보고 현실의 로스쿨이 그 취지에 맞게 운영되고 있는지 점검해봐야 한다. 로스쿨 도입 취지로는 대게 1)법률가의 전문성 강화 2)법률가의 다원성 확대 3)다수의 변호사 배출 4)새로운 법조직역 개척 5)교육 정상화 6)법률가 지역균형 확대 7)경제적,사회적 약자의 법률가 진출 확대 8)고시낭인 문제 9)변호사 배출의 탈국가화/분산화 10)폐쇄적인 법조문화 극복 등이 거론된 바 있다. 반면, 로스쿨에서처럼 정성요소를 활용하는 선발제도에서는 여러 가지 새로운 문제를 야기한다. 정성요소를 활용하여 평가를 하다보면 자의와 편견과 차별적 요소들이 개입될 여지가 생기기 때문이다. 실제로 지금까지 제기된 로스쿨에 관한 공정성 문제는 자기소개서 평가나 면접 평가에서 이러한 불공정한 요소들이 개입된다는 의혹이었다. 이것은 ‘공정성이 담보되지 않는’ 로스쿨에 대한 대안으로 공정한’ 사시를 존치하자는 주장이 부상하게 된 계기이기도 했다.

## 교육과정의 문제점
법조인이 갖추어할 핵심적 능력은 ①리갈 마인드(legal mind), ② 비즈니스법적 능력, ③ 세계화에 대한 적응 능력이라고 할 수 있다. 리갈 마인드는 법학방법론, 법학교육론, 법학실무를 포괄하는 법의 과정(process)의 문제라면 비즈니스법적 능력과 세계화에 대한 적응 능력은 법의 내용(contents)의 문제라고 할 수 있다.

### 리갈마인드(legal mind)
로스쿨 진학 이후 LEET를 하단으로 하는 단계적 리갈 마인드 배양 사다리가 작동할지는 의문이다. LEET시험을 통해 확보된 논리적 능력은 현재 많은 로스쿨이 리갈 마인드 배양 교육을 소홀히 하는 상황과 상당히 관념적이고 형식 논리적인 예전 방식의 개념법학적 교육으로 인하여 변질될 수 있는 우려가 많다.

### 비즈니스 법적 능력
법학교육은 법률서비스 자체에 대한 시장의 수요 변화에도 적응해야한다. 예컨대 미국 MBA과정에서 국제거래법, 국제통상법, 국제환경법 유사과목의 증가와 유체재산 외에 지식재산의 경제적 가치 증가 상황과 함께 교육서비스로서 지식재산 MBA과정이 인기를 얻고 있는 상황은 우리 법학교육에 대하여 시사하는 바가 크다. 사실 종래 한국에서 법과대학을 졸업하고 비즈니스법을 담당하는 실무자들은 대학에서 배운 법과 실무의 법 사이의 괴리를 느끼거나 심지어는 양자를 다른 것으로 생각하는 이원적 입장이 많았었다. 이와 같은 이유 때문에 로스쿨 준비과정에서 비즈니스 실무적 법과목을 늘리려는 노력이 있었던 것도 사실이다. 그러나 특히 지방대 로스쿨의 경우 변호사 시험의 필수과목인 헌법, 민법, 형법 과목에 집중하고 또한 실제에 있어서 이러한 과목에 대한 교육을 반복하는 상황에서 문제가 비즈니스법 실무 능력이 이전보다 향상되기 어려운 상황으로 생각된다.

### 세계화에 적응 능력
21세기의 법치국가를 뒷받침할 장래의 법조인은, 국민의 기대와 요청에 부응하는 양질의 법적 서비스를 제공하기 위하여 풍부한 교양, 인간과 사회에 대한 깊은 애정과 이해 및 자유 민주 평등 정의를 지향하는 가치관을 바탕으로, 건전한 직업윤리관과 복잡다기한 법적 분쟁을 보다 전문적 효율적으로 해결할 수 있는 지식과 능력을 갖추고, 개방되어 가는 법률시장에 대처하며 국제적 사법체계에 대응할 수 있는 세계적인 경쟁력과 다양성을 지녀야 한다. 이러한 도입 취지가 세계화에 발 맞추어 적극적으로 양질의 법률 서비스를 제공할 수 있는 법조인을 양성하기보다는 개방되는 법률시장에 방어적으로 대응한다는 논리로 되어있었지만 분명 국제화 세계화에 대한 법학교육의 필요성을 지적하고 있었다.그런데 「법학전문대학원 설치·운영에 관한 법률」 제 2조는 “법학전문대학원의 교육이념은 국민의 다양한 기대와 요청에 부응하는 양질의 법률서비스를 제공하기 위하여 풍부한 교양, 인간 및 사회에 대한 깊은 이해와 자유, 평등, 정의를 지향하는 가치관을 바탕으로 건전한 직업윤리관과 복잡다기한 법적 분쟁을 전문적, 효율적으로 해결할 수 있는 지식 및 능력을 갖춘 법조인의 양성에 있다.” 라고 하여 국제화 세계화에 대한 대응 필요성이 삭제되었다.세계화와 동떨어진 법학교육에 대한 우려는 로스쿨 이전만도 못한 현실로 나타났다. 변호사 시험 선택과목인 국제법(국제경법), 국제거래법은 로스쿨 학생들의 수강 신청 단계에서부터 인기가 없거나 아예 외면되고 있다. 이것은 빠르게 통합되어가는 국제사회, 대외의존도가 80%에 육박하는 우리 경제의 현실, 법률시장의 개방 상황에 대한 외면이라고 할 수 있다.

## 기타 문제점

### 정치적 기본권
직업이 철저하게 재능에 개방되도록 하는 것, 모든 시민이 공직의 후보자가 될 수 있는 권리의 확보는 시민이 갖는 정치적 기본권의 출발임에도 한국식 로스쿨은 소수의 직업적 이해관계인들에 의해 법조인 자격과 공직 자격이 좌지우지 되고 있다. 이런 식의 공직이라는 공공재 분재가 로스쿨 교수들에게 사실상 맡겨지는 것이 옳은가 문제되고 있다.

### 다양성
로스쿨의 장점이라고 하는 다양성은 소득의 상대적인 기준에 불과하다. 이는 매우 가변적이므로 미국에서 유래한 로스쿨의 다양성과는 전혀 관련이 없고, 한국의 로스쿨은 학벌 편중 심화 현상을 초래한다. 로스쿨이 여타 전문대학원과 달리 공직으로 들어가는 배타적인 자격을 부여하는 곳인데, 공정성이 사회적으로 인정받아야 한다. 그러나 현재까지 한국식 로스쿨 제도는 공정성보다는 불공정의 논의가 많이 제기되고 있다.더불어 다양상언 법률소비자의 다양성이지, 입학자원의 다양성을 말하는 것은 아니다. 다양한 법률 수요에 맞추기 위해서는 공급자의 전문 역량의 다양성 역시 확보되어야 할 것이라는 의미에서 매우 우회적으로만 근거를 찾을 수 있다.

### 고비용
그래프(1) 로스쿨 재학생 가구별 소득 추계
그래프(2) 8개 로스쿨 재학생들의 가구별 소득 분포
그래프(1)의 x축은 소득분위(1분위 - 10분위)를 나타내며, y축은 학생들의 퍼센트(%)를 나타낸다.
그래프(1)은 로스쿨 전체의 모습이고, 로스쿨 중에서도 건국대, 고려대, 동아대, 성균관대, 이화여대, 한국외대, 한양대, 충북대 이상 8개교의 경우 소득 9분위와 10분위에 속하는 학생들이 절대적으로 다수를 차지하고 있다. 이들 8개교만을 따로 떼어 보면 그래프(2)와 같이 나오며 해당 그래프의 x축은 소득분위(1분위 - 10분위)를 제시하고, y축은 로스쿨 8개교 학생들의 퍼센트(%)를 나타낸다.

## 비판

### 현대판 음서제
로스쿨 제도를 현대판 음서제라고 비판한다. 그러나 로스쿨 교수들을 비롯해 이해관계자들은 이는 근거없는 억측이며 로스쿨의 장학지원을 통해 사회적 약자의 배려, 입학생들의 다양성 등 긍정적인 면에 주목하여야 한다고 주장하고있다.
그러나 입학조건이 최소한 4년제 대학 이상의 졸업자격을 요한다는 것은 학부과정까지 마칠 정도의 경제적 여유는 갖고 있음을 조건으로 사법 공직에 배타적 자격을 부여하자는 것으로서, 실효적 평등 기회(effective equal opportunity)를 박탈하는 것이다.

### 불가피한 적자운영
한국의 경우 법학전문대학원은 고액 등록금이라는 세간의 비판 때문에 교육부에서 강제적으로 사립대학원의 등록금은 15% 인하, 국공립대학원은 5년간 등록금 동결을 하도록 하였다. 모든 법학전문대학원들이 등록금 총액의 30% 이상을 장학금으로 지급하게 되어있지만 처음 인가 시부터 고비용 구조를 예정하고 있었다. 전체 법학전문대학원들은 인가를 위해 20명 이상의 교원을 확보하였는데 기존의 정원을 신청한 것보다 적은 입학정원을 배정받았음에도 인가신청 당시 확보한 교원수를 그대로 유지하였다. 인가유지조건을 위해 지난 8년간 교원 수를 줄일 수가 없었던 것이다. 그 외 기숙사 등 시설 관리·유지 문제나 학사 운영 등에  드는 비용, 장학금 지급으로 나가는 비용 등을 고려하면 법학전문대학원은 적자 운영이 불가피한 구조이며 이는 법학교육의 질을 저하하게 되는 요인으로 우려가 제기되고 있다.

### 학벌주의
서울대학교 법학전문대학원(정원 150명)의 경우 매년 100명에 가까운 서울대학교 학부 출신을 선발하며, 나머지 인원은 연세대학교, 고려대학교 서울 소재 명문 사립대학 및 KAIST, 포항공과대학 출신들을 위주로 선발한다. 서울대학교 법학전문대학원의 경우 서울대학교, 연세대학교, 고려대학교의 학부 출신이 87.7퍼센트, 연세대학교 법학전문대학원은 83.4퍼센트, 고려대학교 법학전문대학원의 경우에는 87.6퍼센트로 이들 학교들은 로스쿨 제도 아래에서 학벌주의를 더욱 공고화 하고 있다는 비판을 받고 있다. 이외의 법학전문대학원들도 비슷한 양상을 보여주고 있으며, 법학전문대학원 졸업후 법률시장으로 확대될수록 해당의 사회모습은 더욱 심화되고 있다.

### 차등화 원리
자유지상주의자, 로버트 노직은 롤스의 정의론을 비판하며, 차등화 원리는 당초 의도와 달리 가장 우월한 지위에 있는 자에게 더 많은 것을 주는 식으로 변질될 가능성이 많다고 한다. 롤스가 최열위의 사람들이 차등원리에 의하여 혜택을 받으므로 불평할 이유가 없다고 주장하는 반면, 노직은 최우위에 있는 사람들이 사회적 협력을 위해 차등원리를 똑같이 이용할 수 있고, 결과적으로 가장 많은 걸 가져잔다는 점을 롤스가 무시하고 있다고 주장한다.그런데 한국의 로스쿨은 입학 과정에서 매우 불투명, 불공정하게 운영되고 있다. 소수의 직업적 이해관계인들(롤스의 우월한 지위)이 사실상 사법공직의 자격을 좌지우지 하고 있지만 최열위에 있는 서민들은 불투명과 불공정을 이유로 불평하고 의문을 제기하고 있는 실정이다.

## 로스쿨 제도의 개선방향

### 총입학정원의 폐지
한국 ‘로스쿨 시스템’은 총입학정원이라고 하는 특수한 제도를 그 요소로 하고 있다. ｢법학전문대학원 설치⋅운영에 관한 법률｣에 따르면, 교육부장관은 “법원행정처장, 법무부장관과 협의하여” “법학전문대학원의 총입학정원을 정한다”(제7조). 그런데 이렇게 정부가 전국에 설치되는 로스쿨의 전체 입학정원을 미리 정하는 제도는 로스쿨 제도를 도입하고 있는 미국과 일본 등 다른 어떤 나라에서도 그 예를 발견할 수 없는 것이다. 한편 총입학정원은 설치인가 이후에는 로스쿨들의 ‘독과점’ 상태를 초래했다. 총입학정원이라는 진입장벽으로 인해 신규진입자가 들어올 가능성이 차단된 상황에서, 대학들은 설치인가를 받는 순간 ‘독과점의 평온’을 누리게 되었다. 그 결과 경쟁을 통한 발전이라는 요소가 현저하게 약화되었다. 교육에 관한 질적 경쟁의 유인이 약화되었으며, 등록금 인하의 유인은 약화된 반면 인상의 유혹은 강화되었고, 특성화된 법률가의 양성이라는 질적인 측면은 경시된 반면 변호사시험 합격률이라는 양적인 경쟁이 전면에 나서게 되었다.‘진입장벽’ 이외의 다른 의미를 가지지 못할 뿐만 아니라, 오히려 로스쿨 제도의 발전을 가로막고 있는 총입학정원은 폐지되어야 마땅하다. 총입학정원을 폐지하면, 설치인가 기준의 완화가 가능하게 되며, 그만큼 등록금 인하가 가능하게 될 것이다. 로스쿨의 ‘독과점 이익’은 사라지게 될 것이며, 그만큼 우수한 인재를 확보할 수 있다.

### 우수한 법조인력 양성에 이바지
대륙법제하의 국가중에 로스쿨을 도입하여 시행하는 나라는 현재 일본이 거의 유일하고, 독일의 경우 로스쿨의 도입후 수년간 시행하다가 많은 문제점에 드러나자 이를 폐지하고 법학부교육 및 사법시험에 준하는 제도로 복귀를 하였으며, 일본의 경우 법학부교육을 유지하면서 로스쿨을 도입하여 운영중에 있으나 무엇보다도 그 나라의 사회 경제적인 현실에 맞는 교육시스템 및 시험제도가 타당한 것으로 보이며, 그 핵심은 각 국의 사회 경제적인 상황 및 법조인력의 수요에 맞추어 합격자수의 조정 및 교육의 내실 및 충실화와 시험제도로를 통하여 유능한 법조인력의 선발과 충실한 연수교육을 통하여 우수한 법조인력을 양성 배출하여야 하여 국민들에게 양적으나 질적으로 우수한 법률서비스를 제공할 수 있는 시스템을 만들도록 하여야 한다.

## 같이 보기
- 대한민국의 법학전문대학원
- 미국법학전문대학원
- 일본법학전문대학원
- 법학적성시험
- 변호사시험
- 군법무관
- 사법시험
- LSAT
- 전문 석사
- 의학전문대학원 (medical school)
- 법무박사
- 경영대학원 (business school)